# Emilio Arana
El doctor Emilio Arana (también conocido como Emilio Z. de Arana, o por los seudónimos E. S. Sincero, A. C. Crático, Ácrata, E., M.) fue un médico, pensador y escritor anarquista nacido en España y fallecido en la ciudad de Rosario (Argentina) el 8 de mayo de 1901.
Doctorado en España, emigró a la Argentina. Trabajó como naturalista y geógrafo en una expedición al Chaco encargada por el gobierno argentino. Como médico tuvo una distinguida actuación durante la epidemia de cólera en 1895. Se estableció en la ciudad de Rosario.
Colaboró con las publicaciones anarquistas de Buenos Aires La Protesta y Ciencia Social. Fue autor de varios libros y folletos con temáticas anarquistas, obreras y sociales. Además era un destacado conferencista y propagandista de las ideas ácratas. Estaba vinculado al grupo "Ciencia y Progreso". En 1896 dio una serie de conferencias sobre la liberación de la mujer y el anarquismo comunista. Su pensamiento fue influenciado por la obra de Jean Grave y Kropotkin; adhería a la tendencia anarcocomunista.

## Obras
- Capacidad revolucionaria de la clase obrera (Buenos Aires, 1897)
- La esclavitud antigua y la moderna (Rosario, 1898)
- Los males sociales. Su único remedio (Rosario, 1901)
- La medicina y el proletariado (Rosario, 1899)
- La mujer y la familia (Rosario, 1899)
- La sociedad: su presente, su pasado, su porvenir (Rosario, 1897)